# Smaug-Gletscher
Der Smaug-Gletscher ist ein 3 km langer Gletscher auf der Alexander-I.-Insel westlich der Antarktischen Halbinsel. Im Zentrum der Finlandia Foothills fließt er vom Dragon Peak in südöstlicher Richtung zum Sibelius-Gletscher.
Das UK Antarctic Place-Names Committee benannte ihn 2018. Namensgeber ist der Drache Smaug aus dem Fantasyroman Der Hobbit des britischen Schriftstellers J. R. R. Tolkien von 1937.